# مرقیونیه

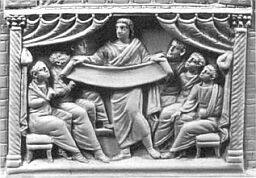
مرقیون در حال آموزش پیروانش

مرقیونیه (به انگلیسی: Marcionism) یا مرقیون‌گرایان یا مارکیونیت‌ها گروهی از مسیحیان اولیه با اندیشه‌هایی نزدیک به مانوی‌گرایی بودند که کانونشان در خراسان بوده‌ است.
آنها نام خود را از پیشوایشان مرقیون (از مسیحیان آسیای کوچک که پیرامون ۱۴۴ در رم می‌زیستند) داشته‌اند. مرقیون‌گرایان پیرو دوگانه‌باوری بوده و به دو بنیاد نور و تاریکی باورمند بوده‌اند. همچنین بر اصلی سوم که میانش اختلاف داشته‌اند نیز باورمند بوده‌اند. برخی عیسی را آن اصل سوم دانسته‌اند و برخی عیسی را پدید آمده از آن بنیاد سوم می‌دانستند. آن‌ها انجیل ویژه‌ای هم داشته‌اند.
مرقیون بر این باور بود که عیسی فرستادهٔ خداست و پطرس سالار حواریان او. به دید او مسیحیت پیوندی با عهد عتیق و یهودیت نداشت. او یهوه خدای تورات را خشن‌تر از خدایی که در عهد جدید تعریف شده است می‌دانست. مرقیون انجیلی ویژهٔ خود را داشت که در آن گزیدهٔ مورد پسندی را از انجیل‌های پیشین بیرون کشیده بود.
مرقیون‌گرایان نماز روزانه، پرهیز از چربی و نوشیدنی‌های الکلی را شرط رستگاری و رهایی از شیطان می‌دانستند. همچنین گفته‌شده که آن‌ها خطی ویژه نیز داشته‌اند.
مرقیون، به صلیب رفتن عیسی را انکار می‌کرد، او و پیروانش مثل برخی دیگر گنوستیک‌ها معتقد بودند که چهره عیسی مسیح با وی جابجا شد و شمعون قیروانی به جای عیسی به صلیب رفت.
اندیشهٔ مرقیون‌گرایان از سوی کلیسای مسیحی رم مورد تکفیر قرار گرفت. با این همه آیین مرقونیه در خاور و باختر جهان پراکنده‌ شد. در غرب این جنبش ۳۰۰ سال پایید؛ ولی در شرق و به ویژه بیرون از مرزهای امپراتوری بیزانس تا چند سده پس از آن هم پایدار ماند. در آینده در خاور زمین و در جاهایی که اندیشهٔ مرقیون‌گرایان رواج داشت مانوی‌گری جانشین آن گشت.
ابن ندیم از آن‌ها یاد کرده است. مانی پیامبر با آیین ایشان آشنایی داشته و درآوردن مانوی‌گری از ایشان تأثیر پذیرفته است.